# Fabián Ramírez (guerrillero)
José Benito Cabrera Cuevas, más conocido por su alias de Fabián Ramírez (El Paujil, Caquetá, 6 de julio de 1963) es un exguerrillero colombiano.
Fue miembro de las Fuerzas Armadas Revolucionarias de Colombia - Ejército del Pueblo (FARC-EP). Ramírez fue Comandante del Bloque Sur de las FARC-EP.

## Biografía
Entró a las FARC-EP, casi al tiempo que Joaquín Gómez y fueron asignados al Frente 1 de las FARC-EP.
Durante la Octava Conferencia de las FARC-EP en 1993, 'Fabián Ramírez' fue uno de los postulados a conducir las finanzas de las FARC-EP.
En 1996 las FARC-EP le asignaron comandar el cobro de gramaje (extorsión) a los campesinos productores de la base de coca. Ramírez organizó a los campesinos de la región de San Vicente de El Caguán para que vendieran la producción del alcaloide exclusivamente a las FARC-EP. Con estas medidas las FARC-EP se convirtieron en las mayores compradoras de droga, desplazando a los narcos del Cartel de Medellín y el Cartel de Cali. Anayibe Rojas Valderrama, alias 'Sonia', fue su mano derecha en el negocio, mientras que alias 'Édgar Tovar', entonces jefe del frente 48 de las FARC-EP, fue el negociador de la droga.
Ramírez fue uno de los comandantes guerrilleros que dirigió la Toma guerrillera a Las Delicias en el que fueron muertos 31 militares, 17 resultaron heridos y 60 fueron capturados por las FARC-EP
Entre los años 1998 y 2002 fue uno de los negociadores de las FARC-EP para los diálogos de paz con el gobierno de Andrés Pastrana. Ramírez fue negociador junto a otros jefes de las FARC-EP; Raúl Reyes, Simón Trinidad y Joaquín Gómez.
Se le señala como el carcelero de los uniformados que llevaban más de 12 años en poder del grupo guerrillero.
Ramírez fue hasta el 2004 comandante del Frente 14 de las FARC. Luego pasó a ser Miembro del Estado Mayor Central (EMC) de las FARC-EP. Según el Departamento de Estado de los Estados Unidos, Ramírez era el responsable de la producción y distribución de cerca de mil toneladas del drogas ilegales perteneciente al Bloque Sur de las FARC-EP, unidad que comanda.
Asesinó a más de 50 personas por interferir en sus negocios ilegales y participó activamente en crear e implementar las políticas de las FARC-EP, con respecto al enriquecimiento por drogas ilegales, que terminan principalmente en los Estados Unidos y el resto del mundo.
El Departamento de Estado de los Estados Unidos ofrecía una recompensa de US$2,5 millones de dólares por información que condujera a su captura o arresto.
Sobre Ramírez versa un circular roja de Interpol por secuestro y terrorismo, y tenía 42 órdenes de captura por parte del gobierno colombiano por delitos como narcotráfico y homicidio.

### Acusación
Con la muerte del jefe militar de las FARC-EP, alias Mono Jojoy, las autoridades colombianas incautaron entre sus pertenencias unos computadores portátiles en las que se encontraron correos electrónicos en el que Jojoy hablaba de que Ramírez había ejecutado a su propio hermano. El correo electrónico fue leído a la opinión pública por el presidente colombiano Juan Manuel Santos. El correo, fechado el 19 de octubre de 2009 y firmado por otro de los jefes de las FARC-EP con el alias de "Joaquín Gómez", le informa al "Mono Jojoy" que "Fabián Ramírez" le había pedido autorización para asesinar a su propio hermano. "La única sugerencia que le hice fue que mientras más rápido mejor para evitar que nos haga el menor daño", escribió "Joaquín Gómez".

«Esta es la clase de calaña y bandidos a los que estamos enfrentados y por eso no vamos a bajar la guardia un solo minuto hasta verlos totalmente derrotados».
Juan Manuel Santos, Presidente de Colombia

Las FARC-EP, en su sitio web, denunciaron la acusación como «propaganda falsa».
En noviembre de 2013, el Ejército Nacional anuncia la captura del hermano de Fabián Ramírez.
Uno de los hermanos de 'Ramírez', Herminso Cabrera Cuevas, alias 'Mincho', fue extraditado a Estados Unidos en septiembre de 2007 tras ser detenido por el Ejército Nacional, el 15 de diciembre de 2004.

### Presunta muerte
El 20 de noviembre de 2010 la Fuerza Aérea Colombiana (FAC) realizó un bombardeo de precisión a un campamento guerrillero de las FARC-EP en una zona selvática del municipio de San Vicente del Caguán, en la vereda Las Damas, donde murieron entre cuatro y cinco guerrilleros, uno de los cuales habría sido el miembro de las FARC-EP 'Fabián Ramírez'.
El Ministro de Defensa de Colombia, Rodrigo Rivera Salazar, dijo que eran seis los miembros de las FARC-EP muertos en el bombardeo. Las Fuerzas Militares colombianas encontraron computadores, el morral personal de Fabián Ramírez, dos pistolas que suelen ser utilizadas por los jefes de las FARC-EP y una manilla con el nombre de "Fabián". La muerte de Ramírez no fue confirmada por el gobierno colombiano.
El 22 de noviembre de 2010, el gobierno colombiano confirmó que entre los muertos del bombardeo figuraba el ideólogo del Bloque Sur de las FARC-EP, Luis Emiro Mosquera. Las operaciones de búsqueda del cadáver de Ramírez continúan. Según medios de comunicación colombianos, las FARC-EP también estarían buscando a Ramírez, ya que una comunicación radiotelefónica habría sido interceptada a las FARC-EP en la que se preguntaba por su suerte, "¿Qué saben de Fabián? Por aquí no hay reporte todavía" -dijo la guerrillera-.
El 27 de noviembre de 2010, la revista Semana reveló que los miembros de la Fuerza de Tarea Conjunta Omega habían encontrado un maletín plateado entre los escombros, tierra y selva que contenían memorias digitales, dinero en efectivo, fotos y documentos perteneciente a Ramírez. También encontraron manuscritos de Ramírez que incluía un reporte en el que denotó "lo positivo y lo negativo" de algunos jefes del Bloque Sur, listas de nombres de personas de la región y sus teléfonos celulares.
Los militares recuperaron los cadáveres de cuatro insurgentes, entre los que estaba efectivamente el del 'Negro Mosquera', reemplazo de alias 'Domingo Biojó', muerto meses antes. Los otros guerrilleros muertos fueron identificados por los alias de 'Raúl', 'Álvaro', y 'Tania', que era la radio-operadora. Dos guerrilleras de alias 'Amalia' y 'Disney', sobrevivieron al bombardeo y fueron capturadas. 'Disney' fue quien le dijo a los uniformados que allí estaba 'Fabián Ramírez' y que lo había visto herido antes de perder el conocimiento por la onda explosiva del bombardeo. Dijo que Ramírez andaba con cerca de 15 guerrilleros más. La guerrillera 'Amalia' por su parte relató además que después de la muerte del 'Mono Jojoy' Ramírez se levantaba a altas horas de la madrugada, cambiaba de sitio de dormir constantemente y cambiaba de campamento antes de que pasaran dos semanas. 'Amalia' dijo que antes del bombardeo escuchó un guerrillero gritar "¡Las bombas, las bombas!". Ocho guerrilleros que lograron escapar al bombardeo se refugiaron en el campamento del guerrillero alias 'Burro Octavio'. Otra que sobrevivió al bombardeo fue la compañera de Ramírez, alias 'Patricia' quien quedó malherida.
Los militares sospechan que el cuerpo de Ramírez quedó probablemente esparcido en el lugar del bombardeo, entre la tupida vegetación o enterrado en el cráter de más de diez metros cuadrados. La tierra que salió expulsada del cráter tapó parte de un caño y sepultó parte del campamento con todo y guerrilleros.
Según Caracol Radio Ramírez estaba vivo en 2012 y era el primer comandante del bloque sur.
Desde el 27 de febrero de 2014, 'Ramírez' estuvo en La Habana (Cuba) y fue parte de la delegación negociadora de paz de este grupo guerrillero con el gobierno de Colombia, negociaciones  que culminaron de manera exitosa en agosto de 2016 significando el fin de las FARC-EP como organización insurgente.